# Блайтвуд (Південна Кароліна)
Блайтвуд (англ. Blythewood) — місто (англ. town) в США, в округах Ричленд і Ферфілд штату Південна Кароліна. Населення — 4772 особи (2020).

## Географія
Блайтвуд розташований за координатами 34°12′34″ пн. ш. 80°59′45″ зх. д. / 34.20944° пн. ш. 80.99583° зх. д. (34.209405, -80.995704).  За даними Бюро перепису населення США в 2010 році місто мало площу 25,27 км², з яких 25,07 км² — суходіл та 0,20 км² — водойми. В 2017 році площа становила 27,77 км², з яких 27,55 км² — суходіл та 0,22 км² — водойми.

### Клімат
| Клімат : Блайтвуд     | Клімат : Блайтвуд | Клімат : Блайтвуд | Клімат : Блайтвуд | Клімат : Блайтвуд | Клімат : Блайтвуд | Клімат : Блайтвуд | Клімат : Блайтвуд | Клімат : Блайтвуд | Клімат : Блайтвуд | Клімат : Блайтвуд | Клімат : Блайтвуд | Клімат : Блайтвуд | Клімат : Блайтвуд |
| Показник              | Січ.              | Лют.              | Бер.              | Квіт.             | Трав.             | Черв.             | Лип.              | Серп.             | Вер.              | Жовт.             | Лист.             | Груд.             | Рік               |
| Середній максимум, °C | 12,2              | 14,4              | 18,9              | 23,9              | 27,8              | 31,1              | 32,8              | 31,7              | 28,9              | 23,9              | 18,9              | 13,9              | 23,3              |
| Середній мінімум, °C  | 0,0               | 1,7               | 5,6               | 10,0              | 15,0              | 18,9              | 21,1              | 20,6              | 17,2              | 11,1              | 6,1               | 1,7               | 10,6              |
| Норма опадів, мм      | 107               | 94                | 117               | 79                | 84                | 117               | 132               | 114               | 94                | 81                | 74                | 86                | 1179              |
| Днів з опадами        | 10                | 9                 | 9                 | 8                 | 8                 | 9                 | 10                | 9                 | 8                 | 6                 | 7                 | 9                 | 103               |
| --------------------- | ----------------- | ----------------- | ----------------- | ----------------- | ----------------- | ----------------- | ----------------- | ----------------- | ----------------- | ----------------- | ----------------- | ----------------- | ----------------- |
| Джерело: Weatherbase  |                   |                   |                   |                   |                   |                   |                   |                   |                   |                   |                   |                   |                   |

## Демографія
Згідно з переписом 2010 року, у місті мешкали 2034 особи в 723 домогосподарствах у складі 608 родин. Густота населення становила 80 осіб/км².  Було 782 помешкання (31/км²).
Расовий склад населення:
| - 69,8 % — білих - 27,0 % — чорних або афроамериканців - 1,0 % — азіатів - 0,4 % — корінних американців - 0,1 % — вихідців з тихоокеанських островів |

До двох чи більше рас належало 1,5 %. Частка іспаномовних становила 2,8 % від усіх жителів.
За віковим діапазоном населення розподілялося таким чином: 27,6 % — особи молодші 18 років, 63,6 % — особи у віці 18—64 років, 8,8 % — особи у віці 65 років та старші. Медіана віку мешканця становила 40,6 року. На 100 осіб жіночої статі у місті припадало 93,9 чоловіків;  на 100 жінок у віці від 18 років та старших — 92,9 чоловіків також старших 18 років.
Середній дохід на одне домашнє господарство  становив 114 777 доларів США (медіана — 86 923), а середній дохід на одну сім'ю — 118 189 доларів (медіана — 88 158). За межею бідності перебувало 2,3 % осіб, у тому числі 0,0 % дітей у віці до 18 років та 6,8 % осіб у віці 65 років та старших.
Цивільне працевлаштоване населення становило 1325 осіб. Основні галузі зайнятості: освіта, охорона здоров'я та соціальна допомога — 30,8 %, виробництво — 10,7 %, фінанси, страхування та нерухомість — 10,6 %.